# Pasquale Finicelli
Pasquale Finicelli (Napoli, 20 dicembre 1963) è un modello, attore e cantante italiano.
È noto per aver interpretato il ruolo di Mirko dei Bee Hive nella serie televisiva Love Me Licia.

## Filmografia
- Love Me Licia – serie TV (Italia 1, 1986)
- Licia dolce Licia – serie TV (Italia 1, 1987)
- Teneramente Licia – serie TV (Italia 1, 1987)
- Balliamo e cantiamo con Licia – serie TV (Italia 1, 1988)
- Occhio di falco – serie TV (Rai 1, 1996)

## Programmi televisivi
- I Cartonissimi (Rete 4, 1991) - Conduttore

## Discografia
- 2008 – Don't say goodbye (singolo che ha segnato il ritorno dei Bee Hive con il nuovo nome Bee Hive Reunion).
- 2013 – Don't say goodbye (2013 Remix)
- 2020 – Don't say goodbye Remastered Pop version (digital download)
- 2025 - La più grande musica